# Dans la peau de Ian
Dans la peau de Ian (Being Ian) est une série télévisée d'animation canadienne en 52 épisodes de 22 minutes créée par Ian James Corlett, produite par Nelvana et diffusée entre le 26 avril 2005 et le 11 octobre 2008 sur la chaîne YTV.
Au Québec, la série a été diffusée à partir de novembre 2005 sur Vrak, et en France depuis le 2 janvier 2006 sur Télétoon.

## Synopsis
Ian Kelley, âgé de onze ans et débordant d'imagination, rêve de devenir cinéaste. Il passe son temps à se mettre dans des situations impossibles.

## Voix

### Voix anglophones
- Richard Ian Cox : Ian Kelley
- Louis Chirillo : Ken Kelley
- Patricia Drake : Vicky Kelley
- Ian James Corlett : Odbald
- Ty Olsson : Kyle Kelley
- Matt Hill : Korey Kelley
- David Kaye : Chopin
- Tabitha St. Germain : Sandi
- Dexter Bell : Tyrone
- Richard Newman : Principal Bill

### Voix françaises
- Véronique Fyon : Ian
- Marie van R
- Franck Dacquin : le père de Ian
- Alexandre Crepet
- Patrick Donnay
- Tony Beck
- Peppino Capotondi
- Arnaud Léonard

## Épisodes

### Première saison (2005)
1. Chasse au trésor (The Kelley Boys and the Mysterious Lighthouse Mystery)
2. Cyrano de Mille (Cyrano de Mille)
3. Le Pianiste (Piano Man)
4. Ian fait sa pub (Truth in Advertising)
5. Miss Tween-age Burnaby
6. The Greatest Story Never Told
7. Le Camp de vacances de l'horreur (Little Camp of Horrors)
8. Cool-Status Quo
9. The Kelleys
10. Catch Me If You Cane
11. Joust Kiddin' Around
12. The Boy Who Cried UFO
13. Once a Pawn a Time
14. Is There an Ian in the House?
15. For Whom the Wedding Bell Tolls
16. Links for Love
17. Show Me the Bunny
18. Le journée des poux d'Ian (Ian's Louse-ey Day)
19. Saskatchewan-Montre Sask-Watch
20. Le malédiction (The Curse)
21. Plaisir de la neige (Snow Fun)
22. Bad Day At White Rock
23. Crime-Corder
24. Au pays des petits démons (Band of Bruthaz)
25. Soirée du hockey à Burnaby (Hockey Night in Burnaby)
26. Planet of the Imps

### Deuxième saison (2006)
1. SCREAM Because I Know What You Did to that Psycho Last Summer
2. Animal House
3. What's Comb Over You
4. O Brother, Where Art Thou?
5. Morning Zoo
6. Kelley vs. Kelley
7. Ian the Peckyhead
8. Being Principal Bill
9. Million Dollar $andi
10. Health Nut
11. Behind Bars
12. Out of Focus Group
13. Ken Kelly and the Keyboard Factory
14. Kelley's Seven
15. The Good Egg
16. 5 O'Clock Snooze
17. Home Alone
18. Dorkbusters
19. Spells Like Teen Spirit
20. Dummy Up
21. The Great Escape
22. Ian Kelley's Day Off
23. The Fifth and a Half Sense
24. Crétinus (Doofus)
25. Hurry for Hollywood Part 1
26. Hurry for Hollywood Part 2

### Troisième saison (2008)
1. One Week Later
2. Midnight Madness
3. Blah Blah Blog
4. School Unfair
5. Adventures In Kelley Sitting
6. The Ians
7. Winning Isn't Ian's Thing
8. Everykid 13
9. That's Ridonkulous
10. Ian Kelley Is History
11. An Ianconvenient Truth